# Saint-Sozy
Saint-Sozy är en kommun i departementet Lot i regionen Occitanien i södra Frankrike. Kommunen ligger i kantonen Souillac som tillhör arrondissementet Gourdon. År 2022 hade Saint-Sozy 486 invånare.

## Befolkningsutveckling
Antalet invånare i kommunen Saint-Sozy
| Referens: INSEE |